# 齊開左郡
齊開左郡，中国南北朝时设置的郡。
南朝齐建武三年（496年）置齊開左郡，属益州。治所即今四川省资中县西北。齐通左郡为僚族聚居地，胡三省注《资治通鉴》：“自宋以来，豫部诸蛮率谓之蛮左，所置蛮郡谓之左郡。”但到南北朝时蛮人却以称“蛮”为辱，于是称蛮族为“左”。南朝梁废除齊開左郡。